# A11 (Kroatië)
De A11 is een snelweg in Kroatië  tussen Zagreb, Velika Gorica en de industriestad Sisak, in totaal 47,5 kilometer. De bouw van de snelweg is begonnen in 2005; in 2024 werd het laatste stuk tussen Lekenik en Sisak aangelegd. 
A1 · A2 · A3 · A4 · A5 · A6 · A7 · A8 · A9 · A10 · A11 · A12 · A13